# Lac de Warfaaz
Le lac de Warfaaz est situé en Wallonie aux portes de la ville de Spa, en Ardenne, dans l'est de la province de Liège. Il est alimenté par le Wayai, sa superficie est de 8 hectares et sa capacité de 360 000 m3.
Le 26 juillet 1882, la ville de Spa est victime d’une importante inondation par les eaux du Wayai. En 1890, la ville décide de construire un barrage qui formera le lac de Warfaaz. Sa construction durera quatre ans. En 1979, le lac envasé fut vidé pour un curage complet. Le dernier jour des travaux, un violent orage remplit complètement le lac, et ce, en 36 heures. En 2022, à la suite des inondations de juillet 2021, le lac est à nouveau vidé pour rénovation du barrage et élimination des boues sédimentaires,.
- Activités: Promenade, pêche, pédalos, etc.